# Ekvatorialmyrpitta
Ekvatorialmyrpitta (Grallaria saturata) är en nyligen urskild fågelart i familjen myrpittor inom ordningen tättingar.

## Utseende och läte
Ekvatorialmyrpitta är en knubbig fågel med kort stjärt och långa ben. Fjäderdräkten är kastanjebrun med något ljusare buk. Den är mindre och mer enfärgad än andra bergslevande myrpittor i dess utbredningsområde. Sången består av en kort vissling, "wit, wi-di-dit" samt en fallande drill.

## Utbredning och systematik
Arten förekommer i Sydamerika, i centrala och sydcentrala Colombia, Ecuador och nordcentrala Peru. Den behandlas traditionellt som en del av Grallaria rufula, men urskiljs sedan 2021 som egen art baserat på studier.

## Levnadssätt
Ekvatorialmyrpitta hittas i bergsbelägen molnskog. Där håller den sig dold i vegetationen och hörs långt oftare än ses.

## Status
IUCN erkänner den ännu inte som art, varför dess hotstatus formellt inte fastställts.